# August Nies
August Nies (* 25. Januar 1854 in Gießen; † 25. Juni 1931 in Mainz) war ein deutscher Mineraloge und Lehrer.
August Nies studierte an der Universität Gießen, wo er am 7. März 1877 zum Dr. phil. promoviert wurde. In seiner Dissertation beschrieb er ein neu entdecktes Mineral, das er nach seinem Lehrer Johann August Streng (1830–1897) benannte, den Strengit. Er unterrichtete als Lehrer an der Realschule zu Darmstadt und am Realgymnasium zu Mainz (ab 1884). Neben dem Unterricht beschäftigte er sich mit Studien zur Mineralogie, zur Ahnenkunde und zur hessischen Landesgeschichte.
August Nies war seit dem 3. April 1880 mit Helene Raubenau (1857–1923) verheiratet. Sie hatten drei Kinder: Karl Nies (1881–1950), Anna Nies (verh. Hirsch, 1887–1977) und Marie Nies (verh. Rabenau, 1891–1977).

## Schriften (Auswahl)
- Strengit, ein neues Mineral. In: Neues Jahrbuch für Mineralogie, Geologie und Palaeontologie. Jahrgang 1877, S. 8–16 Archive
- Zur Mineralogie des Plinius. Mainz 1884 (Volltext auf Archive.org)
- Allgemeine Krystallbeschreibung auf Grund einer vereinfachten Methode des Krystallzeichnens. Stuttgart 1895 (Volltext bei Archive.org)
- mit Ernst Düll: Lehrbuch der Mineralogie und Geologie für den Unterricht an höheren Lehranstalten . Stuttgart 1905
- Die Lesche von Mühlheim: Urkundlicher Beitrag zur oberhessischen Ritterschafts- und Ortsgeschichte. Mainz 1925